# Gnonsiane Niombla
Gnonsiane Niombla (født 9. juli 1990 i Villeurbanne, Frankrig) er en fransk håndboldspiller som spiller venstre back for Paris 92. HUn har tidligere repræsenteret Frankrigs kvindehåndboldlandlandshold.